# Juggernaut (1974)
Juggernaut is een Britse film van Richard Lester die uitgebracht werd in 1974. 

## Verhaal
De Britannic is een reusachtige transatlantische oceaanlijner van de Britse Sovereign Lines. Het schip maakt een overtocht naar Amerika. Aan boord bevinden zich 1200 passagiers.
Een man met een mysterieuze stem die zich Juggernaut noemt belt Nicholas Porter, de eigenaar van de scheepvaartlijn, op om hem te vertellen dat er zeven vatenbommen vol zware explosieven aan boord van de Britannic verstopt zitten. Die zullen de volgende ochtend ontploffen tenzij een losgeld van £ 500.000 aan de afperser wordt betaald. De vaten zijn geboobytrapped. Om duidelijk te maken dat het hem menens is brengt Juggernaut enkele kleine bommen op de brug van het schip tot ontploffing. Daarbij raakt een bemanningslid gewond. 
De pakketboot bevindt zich ver weg van de kust, midden in de Noord-Atlantische Oceaan, en heeft bovendien af te rekenen met stormweer. Er zit niets anders op voor de kapitein dan de explosievendeskundigen Anthony Fallon en zijn goede vriend Charlie Braddock aan boord te halen. De twee specialisten worden met een parachute gedropt. Er wacht hen een schier onmogelijke opdracht.  

## Rolverdeling
| Acteur          | Personage                                            |
| --------------- | ---------------------------------------------------- |
| Richard Harris  | lieutenant commander Anthony Fallon                  |
| Omar Sharif     | kapitein Alex Brunel                                 |
| David Hemmings  | Charlie Braddock                                     |
| Anthony Hopkins | superintendent John McLeod                           |
| Shirley Knight  | Barbara Bannister                                    |
| Ian Holm        | Nicholas Porter, de directeur van de scheepvaartlijn |
| Roy Kinnear     | sociaal directeur Curtain                            |
| Mark Burns      | Hollingsworth                                        |
| Freddie Jones   | Sid Buckland, 'Juggernaut'                           |
| Julian Glover   | commandant Marden                                    |
| Cyril Cusack    | O'Neil                                               |
| Michael Hordern | Baker                                                |